# Alexisonfire (album)
Pour le groupe, voir Alexisonfire.
Albums de Alexisonfire
Watch Out!
(2004)
Alexisonfire est le premier album, éponyme, du groupe de post-hardcore Alexisonfire.

## Titres des chansons
Toutes les chansons sont écrites par Alexisonfire.
1. .44 Caliber Love Letter – 4:31
2. Couterparts and Number Them – 2:18
3. Adelleda – 5:47
4. A Dagger Through the Heart of St. Angeles – 4:12
5. Polaroids of Polar Bears – 5:08
6. Waterwings (and Other Poolside Fashion Faux-Pas) – 2:41
7. Where No One Knows – 3:12
8. The Kennedy Curse – 3:38
9. Jubella – 2:29
10. Little Girls Pointing and Laughing - 4:54
11. Pulmonary Archery – 3:26